# Lijst van rijksmonumenten in de Zijlstraat (Haarlem)
De Zijlstraat in de stad Haarlem telt 28 inschrijvingen in het rijksmonumentenregister. Hieronder een compleet overzicht van de rijksmonumenten in de Zijlstraat.
| Object | Oorspronkelijke functie? | Bouwjaar              | Architect         | Locatie                                                 | Coördinaten?                  | Nr.?   | Afbeelding                                                                          |
| --- | ------------------------ | --------------------- | ----------------- | ------------------------------------------------------- | ----------------------------- | ------ | ----------------------------------------------------------------------------------- |
| Pand met trapgevel, midden pinakel geleed, rustend op twee consoles, bogen met natuurstenen blokken versierd boven de vensters | Werk-woonhuis            |                       |                   | Zijlstraat 3                                            | 52° 22' 60" NB, 4° 37' 49" OL | 19845  | Meer afbeeldingen                                                                   |
| Pand met klokgevel, nieuwe onderpui | Woonhuis                 | 18e eeuw              |                   | Zijlstraat 5                                            | 52° 22' 60" NB, 4° 37' 49" OL | 19846  | Meer afbeeldingen                                                                   |
| Pand met klokgevel, nieuwe onderpui | Werk-woonhuis            | 18e eeuw              |                   | Zijlstraat 9                                            | 52° 22' 59" NB, 4° 37' 50" OL | 19847  | Meer afbeeldingen                                                                   |
| Pand met gepleisterde brede lijstgevel, grote gevelsteen met leeuw, beneden verbouwd | Woonhuis                 |                       |                   | Zijlstraat 87                                           | 52° 22' 55" NB, 4° 38' 4" OL  | 19858  | Meer afbeeldingen                                                                   |
| Pand met brede gevel met rechte kroonlijst, rustend op eenvoudige consoles | Werk-woonhuis            | midden 18e eeuw       |                   | Zijlstraat 19-19A                                       | 52° 22' 59" NB, 4° 37' 51" OL | 19848  | Meer afbeeldingen                                                                   |
| Statig patriciershuis met uit- en inspringende gevelpartijen, rechte kroonlijst; middenpartij met houten gebeeldhouwde versieringen, inwendig rechts en links van de middengang binnenplaatsen met houten betimmeringen met secreten. Fraaie stucwerken in de gang en deuren | Woonhuis                 |                       |                   | Zijlstraat 27 (0.1 t/m 0.4 - 1.1 t/m 1.4 - 2.1 t/m 2.4) | 52° 22' 58" NB, 4° 37' 52" OL | 19849  | Meer afbeeldingen                                                                   |
| Pand met klokgevel, gepleisterd quasi baksteen | Woonhuis                 | midden 18e eeuw       |                   | Zijlstraat 35                                           | 52° 22' 58" NB, 4° 37' 53" OL | 19850  | Meer afbeeldingen                                                                   |
| Pand met klokgevel, gebeeldhouwde natuurstenen voluten op de hoeken aan weerszijden | Werk-woonhuis            | 1747                  |                   | Zijlstraat 37                                           | 52° 22' 58" NB, 4° 37' 54" OL | 19851  | Pand met klokgevel, gebeeldhouwde natuurstenen voluten op de hoeken aan weerszijden |
| Pand met klokgevel, gebeeldhouwde natuurstenen voluten op de hoeken aan weerszijden | Woonhuis                 | midden 18e eeuw       |                   | Zijlstraat 39                                           | 52° 22' 58" NB, 4° 37' 54" OL | 19852  | Pand met klokgevel, gebeeldhouwde natuurstenen voluten op de hoeken aan weerszijden |
| Pand met gepleisterde klokgevel | Woonhuis                 |                       |                   | Zijlstraat 57                                           | 52° 22' 57" NB, 4° 37' 58" OL | 19853  | Meer afbeeldingen                                                                   |
| Pand met klokgevel met in het bovengestel pilasters op consoles rustend, gepleisterd, beneden verbouwd | Werk-woonhuis            | midden 17e eeuw       |                   | Zijlstraat 59                                           | 52° 22' 56" NB, 4° 37' 59" OL | 19854  | Meer afbeeldingen                                                                   |
| Pand met smalle klokgevel met dodekop geverfd | Woonhuis                 | 18e eeuw              |                   | Zijlstraat 79                                           | 52° 22' 55" NB, 4° 38' 3" OL  | 19855  | Meer afbeeldingen                                                                   |
| Pand met trapgevel, bovenste deel verminkt, gevel doorlopend in de elleboogsteeg met bogen boven vensters | Woonhuis                 | 17e eeuw              |                   | Zijlstraat 81                                           | 52° 22' 55" NB, 4° 38' 3" OL  | 19856  | Meer afbeeldingen                                                                   |
| Pand met pilastergevel bepleisterd | Woonhuis                 | tweede helft 17e eeuw |                   | Zijlstraat 83                                           | 52° 22' 55" NB, 4° 38' 4" OL  | 19857  | Meer afbeeldingen                                                                   |
| Pand met trapgevel op horizontale band opschrift: 'ick blijf getrou int soet nederlant, ick wyck nyet af 1608' | Werk-woonhuis            |                       |                   | Zijlstraat 97                                           | 52° 22' 54" NB, 4° 38' 6" OL  | 19859  | Meer afbeeldingen                                                                   |
| In 't wapen van Maseick | Woonhuis                 | 1610                  |                   | Zijlstraat 54                                           | 52° 22' 57" NB, 4° 37' 56" OL | 19860  | Meer afbeeldingen                                                                   |
| Pand met lijstgevel, vroeger trapgevel | Woonhuis                 | 16e eeuw              |                   | Zijlstraat 60                                           | 52° 22' 56" NB, 4° 37' 57" OL | 19861  | Meer afbeeldingen                                                                   |
| Pand met brede gevel, patriciershuis met rechte kroonlijst, fraai gesneden roeden vensters, goed gesneden deur louis seize | Woonhuis                 |                       |                   | Zijlstraat 62-64                                        | 52° 22' 56" NB, 4° 37' 58" OL | 19862  | Meer afbeeldingen                                                                   |
| Voormalige postkantoor | Woonhuis                 | 1894                  | C.H.Peters        | Zijlstraat 70                                           | 52° 22' 56" NB, 4° 37' 59" OL | 19863  | Meer afbeeldingen                                                                   |
| Pand met gelobde gebogen kroonlijst, beneden verbouwd | Werk-woonhuis            | midden 18e eeuw       |                   | Zijlstraat 86                                           | 52° 22' 55" NB, 4° 38' 2" OL  | 19864  | Meer afbeeldingen                                                                   |
| Pand met hoge klokgevel met voluten, horizontale natuurstenen banden enige ronde vensters, gevel met dodekop geverfd, moderne onderpui | Woonhuis                 |                       |                   | Zijlstraat 88                                           | 52° 22' 55" NB, 4° 38' 2" OL  | 19865  | Meer afbeeldingen                                                                   |
| Pand met klokgevel met fraaie ovale vensters, lobben versiering en guirlandes, moderne onderpui | Woonhuis                 | tweede helft 17e eeuw |                   | Zijlstraat 96                                           | 52° 22' 54" NB, 4° 38' 3" OL  | 19866  | Meer afbeeldingen                                                                   |
| Pand met trapgevel in haarlemse trant met bogen en blokken, midden pinakel op twee consoles rustend, moderne onderpui | Woonhuis                 |                       |                   | Zijlstraat 96A                                          | 52° 22' 54" NB, 4° 38' 4" OL  | 19867  | Meer afbeeldingen                                                                   |
| Pand met lijstgevel, gesausd | Woonhuis                 | eind 18e eeuw         |                   | Zijlstraat 98                                           | 52° 22' 54" NB, 4° 38' 4" OL  | 19868  | Meer afbeeldingen                                                                   |
| Pand met trapgevel met banden en geblokte bogen boven de vensters | Woonhuis                 | begin 17e eeuw        |                   | Zijlstraat 100                                          | 52° 22' 54" NB, 4° 38' 4" OL  | 19869  | Meer afbeeldingen                                                                   |
| Poort naast het Stadhuis, toegang gevend tot het Prinsenhof | Erfscheiding             |                       |                   | Zijlstraat 100 bij nr. (poort)                          | 52° 22' 54" NB, 4° 38' 4" OL  | 19870  | Meer afbeeldingen                                                                   |
| Bankgebouw in Amsterdamse School-stijl | Handel en kantoor        | 1919-1920             | H.F. Mertens      | Zijlstraat 47 (bankgebouw)                              | 52° 22' 57" NB, 4° 37' 57" OL | 513412 | Bankgebouw in Amsterdamse School-stijl                                              |
| Ensemble van winkelhuizen | Werk-woonhuis            | 1913                  | Jacob van den Ban | Zijlstraat 56-58 (café)                                 | 52° 22' 56" NB, 4° 37' 57" OL | 513413 | Ensemble van winkelhuizen                                                           |

Centrum:
Bakenessergracht ·
Frankestraat ·
Gedempte Oude Gracht ·
Gierstraat ·
Groot Heiligland ·
Grote Houtstraat ·
Grote Markt ·
Jansstraat ·
Kenaupark ·
Klein Heiligland ·
Kleine Houtstraat ·
Kleine Houtweg ·
Koningstraat ·
Nieuwe Gracht ·
Parklaan ·
Spaarnwouderbuurt ·
Wilhelminastraat ·
Zijlstraat

Zuid-West:
Florapark ·
Floraplein ·
Wagenweg 

Haarlem-Oost

Schalkwijk

Noord:
Begraafplaats Kleverlaan ·
Spaarndam 